# Keana Hunter
Keana Hunter (4 de marzo de 2004) es una deportista estadounidense que compite en natación sincronizada.
Participó en los Juegos Olímpicos de París 2024, obteniendo una medalla de plata en la prueba de equipo. Ganó dos medallas en el Campeonato Mundial de Natación, plata en 2023 y bronce en 2024.

## Palmarés internacional
| Juegos Olímpicos   | Juegos Olímpicos | Juegos Olímpicos  | Juegos Olímpicos  |
| Año                | Lugar            | Medalla           | Prueba            |
| ------------------ | ---------------- | ----------------- | ----------------- |
| 2024               | París (Francia)  | Medalla de plata  | Equipo            |
| Campeonato Mundial |                  |                   |                   |
| Año                | Lugar            | Medalla           | Prueba            |
| 2023               | Fukuoka (Japón)  | Medalla de plata  | Rutina acrobática |
| 2024               | Doha (Catar)     | Medalla de bronce | Rutina acrobática |